# Tru64 UNIX
Tru64 UNIX é um sistema operacional UNIX 64-bit para a arquitetura de microprocessador Alpha, propriedade da Hewlett-Packard. Anteriormente, Tru64 UNIX era um produto da Compaq, e antes, Digital Equipment Corporation (DEC), onde era conhecido como Digital UNIX (anteriormente DEC OSF/1 AXP).
Como seu nome original sugere, o Tru64 UNIX é baseado no sistema operacional OSF/1. O produto UNIX anterior da DEC era conhecido como Ultrix e era baseado no BSD UNIX.
Diferente da maioria das implementações UNIX comerciais, o Tru64 UNIX é construído sobre o núcleo Mach. Outras implementações UNIX que o utilizam incluem NeXTSTEP, MkLinux e Mac OS X.

## Digital UNIX
Em 1995, a partir da versão 3.2, a DEC renomeou o sistema DEC OSF/1 AXP para Digital UNIX, para refletir sua conformidade com a Single UNIX Specification do consórcio X/Open

## Tru64 UNIX
Após a compra da DEC pela Compaq em 1998, com o lançamento da versão 4.0F, o Digital UNIX foi renomeado para Tru64 UNIX para enfatizar sua natureza 64-bit e remover a referência à marca Digital.

### Estado atual
Com a compra da Compaq pela HP em 2002 a HP anunciou planos para migrar alguns dos recursos mais inovadores do Tru64 UNIX para o HP-UX, sua versão própria do Unix. Em dezembro de 2004 no entanto, a HP aparentemente cancelou o projeto, abandonando a implementação desses recursos. No processo, muitos dos desenvolvedores Tru64 restantes foram demitidos.
Em 2007, a HP mantém o compromisso de oferecer suporte ao Tru64 UNIX até ao menos 2012. Com a próxima versão de manutenção do sistema planejado para 2008 (5.1B-5).